# Sadok Barącz
Sadok Barącz (arménsky Սադոկ Վինցենտի Ֆէրերուշ Բարոնչ, 29. duben 1814, Stanislaviv, dnes Ivano-Frankivsk — 2. duben 1892, Pidkamiň, dnes Brodský rajón) byl římskokatolický kněz, dominikán, historik arménského původu.

## Dílo
- Barącz S. Objaśnienie wyznania wiary rzymsko-katolickiej i Rzecz s. Cypryana biskupa i męczennika o jedności Kościoła katolickiego ku oświeceniu i zbudowaniu wiernych chrystusowych. Poznań, 1845.
- Barącz S. Pamiątki miasta Żółkwi Archivováno 8. 12. 2015 na Wayback Machine.. Lwów, 1852.
- Barącz S. Pamiętnik dziejów Polskich. Z aktów urzędowych Lwowskich i z rękopismów. Lwów, 1855.
- Barącz S. Pamiętnik dziejów Polski. Lwów, 1855.
- Barącz S. Żywoty sławnych Ormian w Polsce. Lwów, 1856.
- Barącz S. Pamiątki miasta Stanisławowa Archivováno 8. 12. 2015 na Wayback Machine.. Lwów, 1858.
- Barącz S. Wiadomość o klasztorze WW. OO. Dominikanów w Podkamieniu. Lwów, 1858.
- Barącz S. Rys dziejów zakonu kaznodziejskiego w Polsce. Archivováno 20. 7. 2020 na Wayback Machine. T. 2. Lwów, 1861.
- Barącz S. Pamiątki jazłowieckie Archivováno 8. 12. 2015 na Wayback Machine.. Lwów, 1862.
- Barącz S. Wolne miasto handlowe Brody Archivováno 8. 12. 2015 na Wayback Machine.. Lwów, 1865.
- Barącz S. Bajki, fraszki, podania, przysłowia i pieśni na Rusi. Tarnopol, 1866.
- Barącz S. Rys dziejów ormiańskich. Tarnopol, 1869.
- Barącz S. Dzieje klasztoru WW. OO. Dominikanów w Podkamieniu Archivováno 8. 12. 2015 na Wayback Machine.. Tarnopol, 1870.
- Barącz S. Pamiętnik zakonu WW. OO. Bernardynów w Polscze[nedostupný zdroj]. Lwów, 1874.
- Barącz S. Badacz: studium obyczajowe. Brody, 1875.
- Barącz S. Klasztor WW. OO. Dominikanów w Starym Borku. Lwów, 1878.
- Barącz S. Pamiętnik szlachetnego Ledochowskich domu Archivováno 20. 1. 2015 na Wayback Machine.. Lwów, 1879.
- Barącz S. Pamiątki buczackie Archivováno 19. 11. 2015 na Wayback Machine.. Lwów, 1882.
- Barącz S. Archiwum WW. OO. Dominikanów w Jarosławiu. Lwów, 1884.
- Barącz S. Wiadomość o Ponikowicy Małej. Poznań, 1886.
- Barącz S. Jan Tarnowski: szkic biograficzny. Poznań, 1888.
- Barącz S. Klasztór i kościół Dominikanów w Krakowie. Poznań, 1888.
- Barącz S. Smotrycki Melecy: szkic bibliograficzny (Gołogóry) Archivováno 2. 4. 2015 na Wayback Machine.. Poznań, 1889.
- Barącz S. Kassyan Sakowicz: szkic bibliograficzny. Poznań, 1889.
- Barącz S. Założce. Poznań, 1889.
- Barącz S. Gawath Jakób: szkic bibliograficzny. Poznań, 1890.
- Barącz S. Cudowne obrazy Matki Najświętszej w Polsce. Lwów, 1891.